# Kim Dae-eui
Kim Dae-Eui (Suwon, 30 mei 1974) is een voormalig Zuid-Koreaans voetballer.

## Carrière
Kim Dae-Eui speelde tussen 1997 en 2011 voor Hanil Bank, JEF United Ichihara, Ulsan Hyundai Mipo, Seongnam Ilhwa Chunma, Suwon Samsung Bluewings en Home United.

## Zuid-Koreaans voetbalelftal
Kim Dae-Eui debuteerde in 1997 in het Zuid-Koreaans nationaal elftal en speelde 13 interlands, waarin hij 3 keer scoorde.